# Pascal Müller (Eishockeyspieler)
Pascal Müller (* 10. April 1979 in Langnau im Emmental) ist ein ehemaliger Schweizer Eishockeyspieler, der zuletzt bei den Kloten Flyers in der Schweizer National League A  unter Vertrag stand. Seit April 2022 ist er als Sportchef bei den SCL Tigers tätig.

## Karriere

### Spieler
Pascal Müller begann seine Karriere 1997 bei den Elite-A-Junioren des SC Langnau. In derselben Saison gab er sein Debüt in der Nationalliga B (NLB) für Langnau und konnte am Saisonende den NLB-Meistertitel und den Aufstieg in die Nationalliga A feiern. In der folgenden Spielzeit absolvierte er zwar noch acht Spiele für die Juniorenmannschaft, etablierte sich aber im Laufe des Jahres im NLA-Kader. Bis Mitte der Saison 2000/01 spielte er für die inzwischen in SCL Tigers umbenannte Mannschaft in der NLA, bevor er zum EV Zug wechselte. Mit dem EVZ erreichte er in den folgenden Jahren fast immer die Playoffs, konnte aber nie das Finale erreichen.
Vor der Saison 2006/07 wechselte Müller zum HC Davos, da dieser nach dem Abgang von Brett Hauer und Michael Kress sowie der Doping-Sperre von Jan von Arx nicht genügend Verteidiger unter Vertrag hatte. Im Dezember 2006 gewann er mit dem HC Davos den Spengler Cup und wurde im April 2007 mit derselben Mannschaft Schweizer Meister. Nach der Verpflichtung von Beat Forster bat Müller den HC Davos um Auflösung seines Vertrages und wechselte Mitte Januar 2009 zu den ZSC Lions. Nach Ablauf der Saison 2010/11 wurde sein Vertrag bei den Zürchern nicht mehr verlängert. Daher wechselte Müller zum innerhalb der Liga zum HC Ambrì-Piotta. Zum Abschluss seiner Karriere spielte er beim EHC Kloten.

### Funktionär
Ab 2013 war Müller beim EHC Kloten zunächst Talentsichter und anschliessend Teammanager. In einem Artikel der Neuen Zürcher Zeitung wurde er als «Mädchen für alles» bezeichnet. Im Juni 2016 wurde Müller Klotener Sportchef. Im Oktober 2017 wurde Müller wie auch Cheftrainer Pekka Tirkkonen entlassen. Im April 2022 wurde von den SCL Tigers als Sportchef engagiert, nachdem Marc Eichmann zuvor entlassen worden war.

### International
Sein erstes Spiel für die Schweiz absolvierte Pascal Müller an der Eishockey-Europameisterschaft der Junioren 1997, bei der er mit der Schweizer U18-Auswahl die Bronzemedaille errang. Zwei Jahre später gehörte an der U20-Weltmeisterschaft 1999 zum Kader der Schweizer U20-Nationalmannschaft.

## Erfolge und Auszeichnungen
- 1998 NLB-Meister und Aufstieg in die NLA
- 2006 Gewinn des Spengler Cups
- 2007 Gewinn des Schweizer Meistertitels
- 2009 Victoria-Cup-Gewinn mit den ZSC Lions